# 廖俨
 廖俨 ，字次仪，湖南省宁乡县人，著名教育家，康熙四十九年被聘为岳麓书院山长。

## 生平
廖俨性格仁义忠厚，聪敏豪爽，慷慨大方，乐于布施，教学严谨，深得学子爱戴之心。清朝康熙帝时期，1710年廖俨被聘为岳麓书院山长，曾有督学使者考察其学行，廖俨讲授《中庸·天命》一章，词约义赅，督学使者赞叹说：“名下果无虚也!”廖俨常常将他的薪水分赠给家贫困苦的学子，帮助他们解决饥饿。

## 作品
- 《警亭文稿》
- 《息六轩诗草》